# Криничне (Кропивницький район)
Крини́чне — село в Україні, в Устинівській селищній громаді Кропивницького району Кіровоградської області. Населення становить 1068 осіб. Колишній центр Криничненської сільської ради.

## Географія
У селі бере початок Балка Каунова.

## Населення
Згідно з переписом УРСР 1989 року чисельність наявного населення села становила 1101 особа, з яких 526 чоловіків та 575 жінок.
За переписом населення України 2001 року в селі мешкали 1082 особи.

### Мова
Розподіл населення за рідною мовою за даними перепису 2001 року:
| Мова       | Відсоток |
| ---------- | -------- |
| українська | 96,07 %  |
| російська  | 1,69 %   |
| вірменська | 1,03 %   |
| молдовська | 0,84 %   |
| білоруська | 0,19 %   |